# Saarepeedi
Saarepeedi är en ort i Estland. Den ligger i Saarepeedi kommun och landskapet Viljandimaa, i den centrala delen av landet, 120 km söder om huvudstaden Tallinn. Saarepeedi ligger 60 meter över havet och antalet invånare är 330.
Terrängen runt Saarepeedi är platt. Runt Saarepeedi är det glesbefolkat, med 17 invånare per kvadratkilometer. Närmaste större samhälle är Viljandi, 9,4 km sydväst om Saarepeedi. Omgivningarna runt Saarepeedi är en mosaik av jordbruksmark och naturlig växtlighet.